# Rhododendron occidentale
Rhododendron occidentale är en ljungväxtart som först beskrevs av John Torrey och Gray, och fick sitt nu gällande namn av Samuel Frederick Gray. Rhododendron occidentale ingår i släktet rododendron, och familjen ljungväxter.

## Underarter
Arten delas in i följande underarter:
- R. o. californicum
- R. o. paludosum
- R. o. sonomense

## Bildgalleri

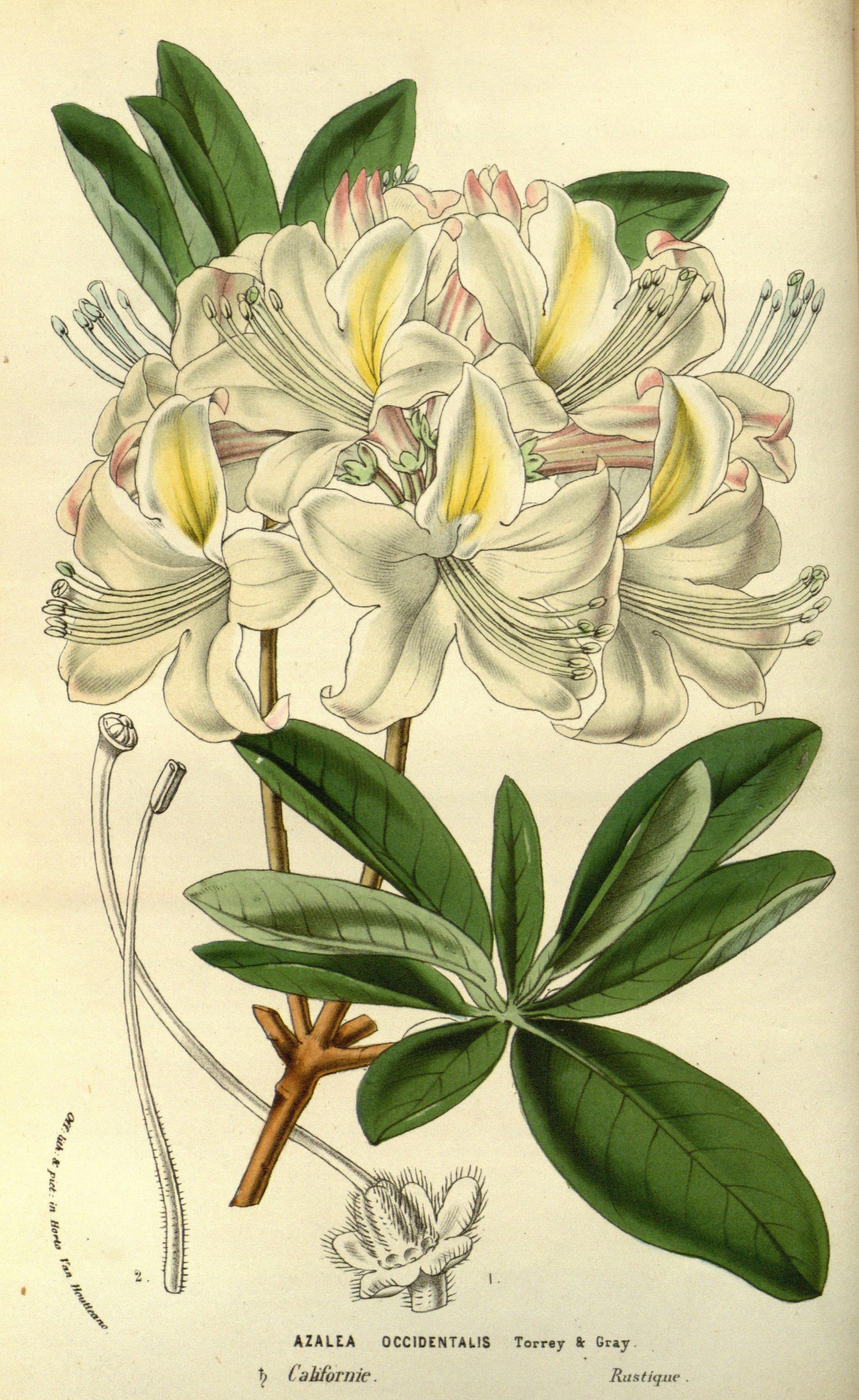
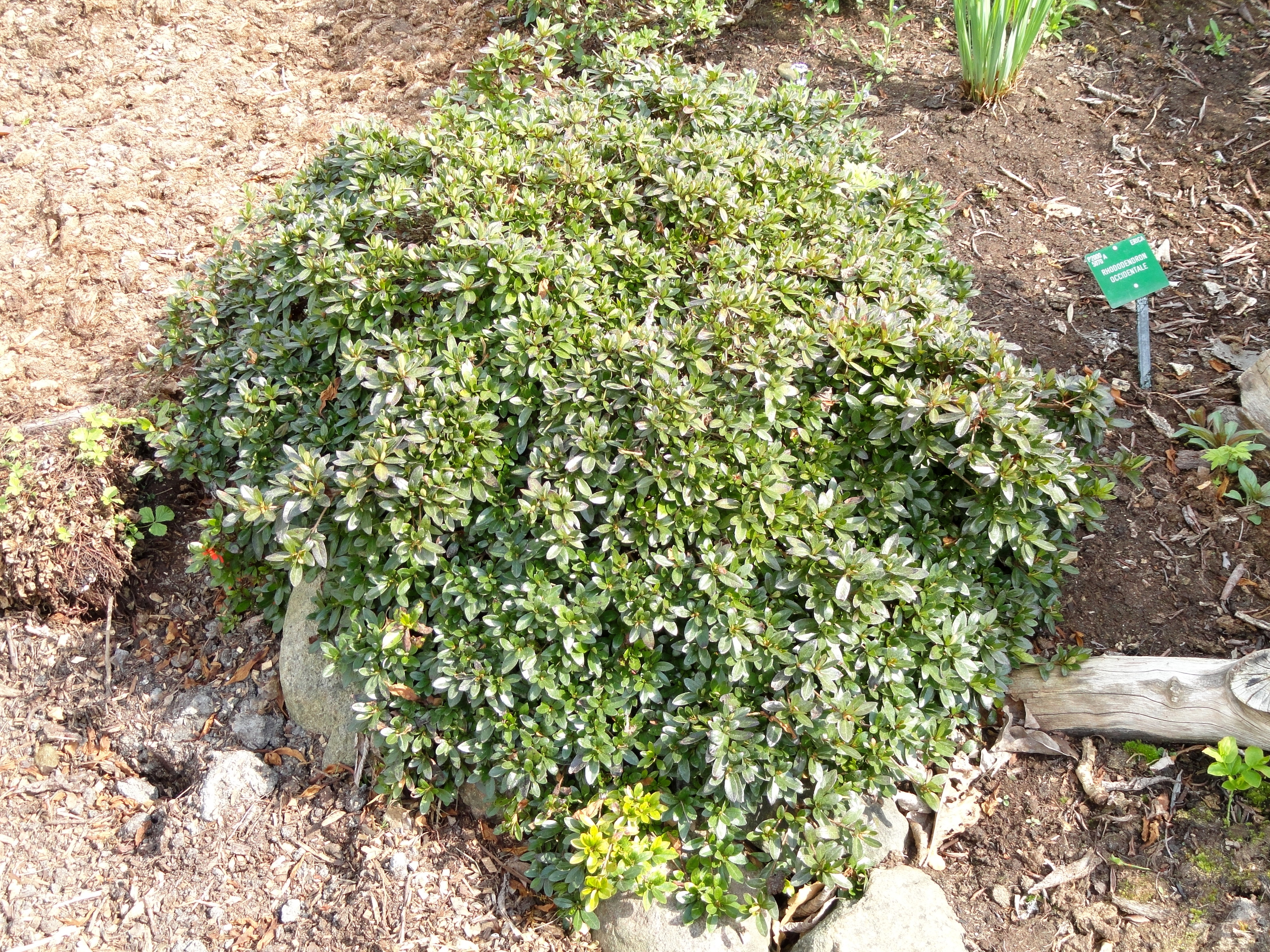
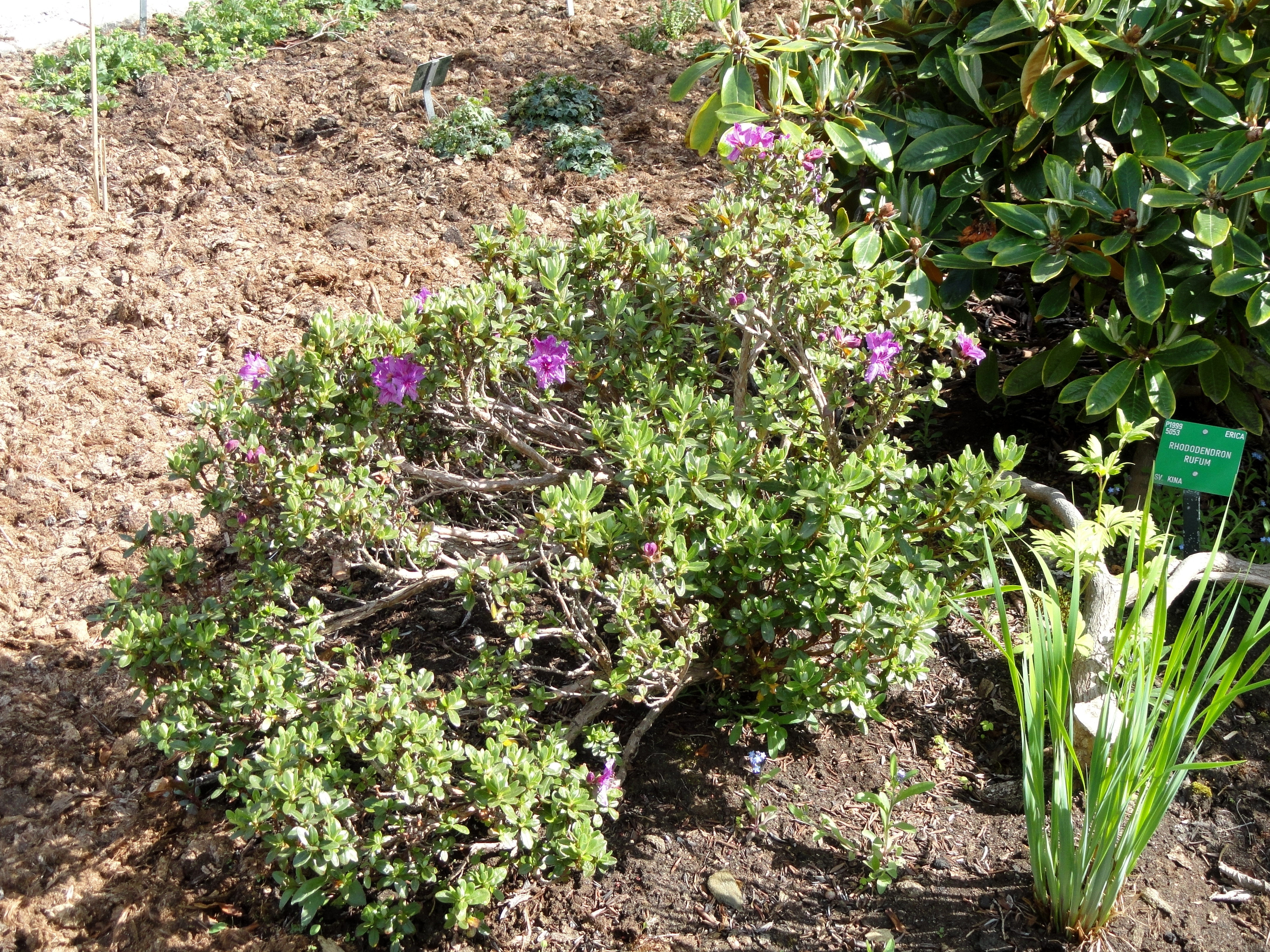
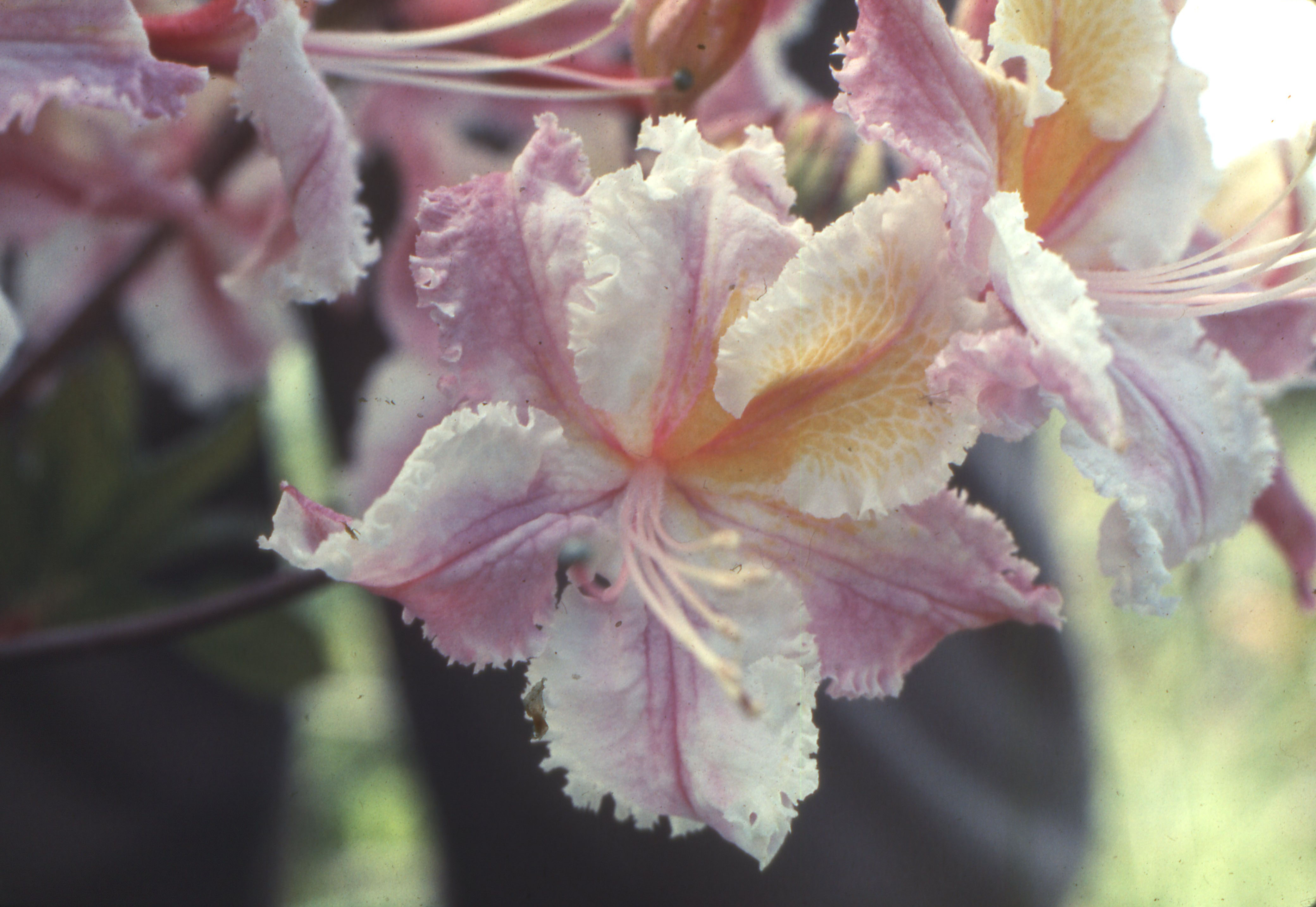
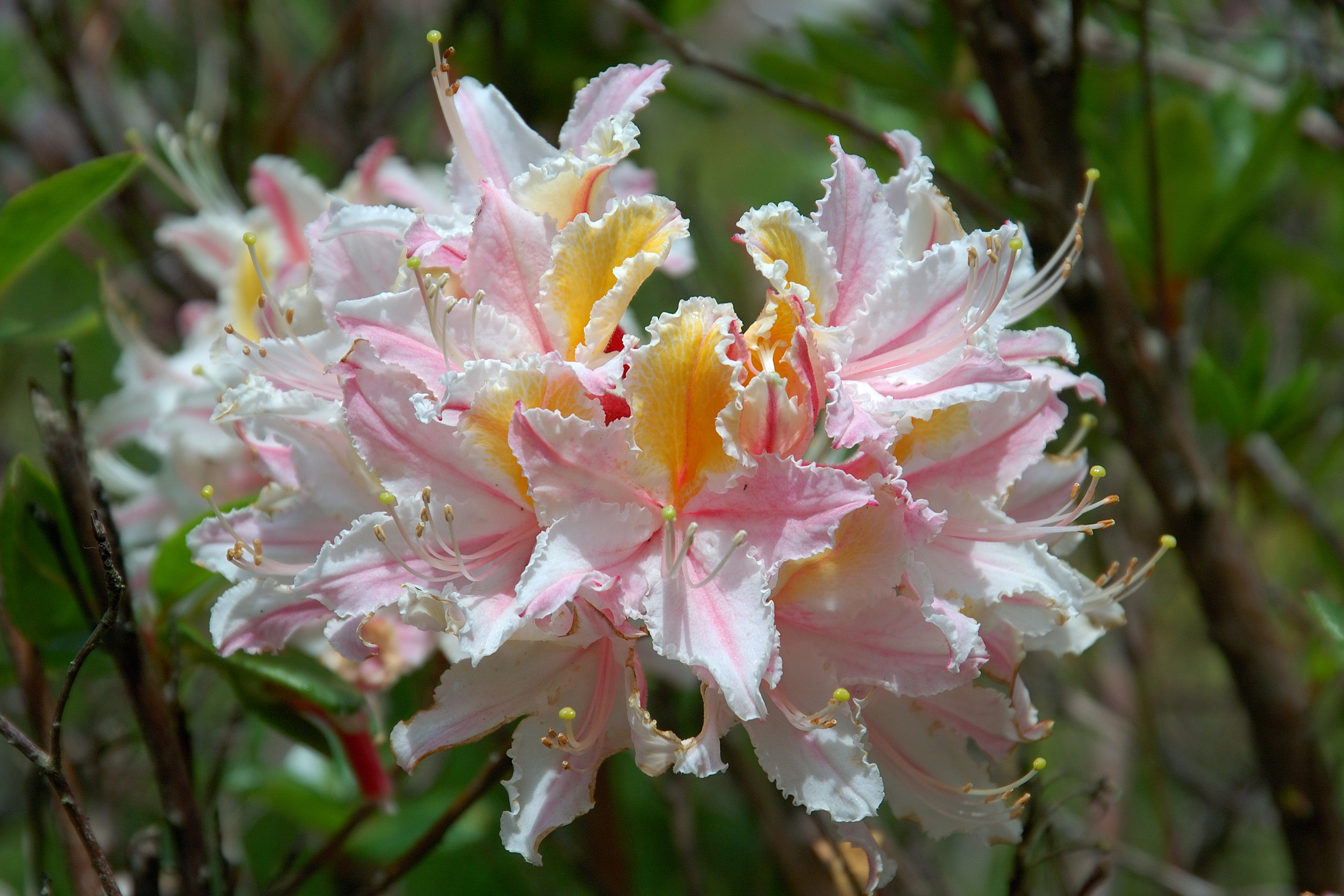
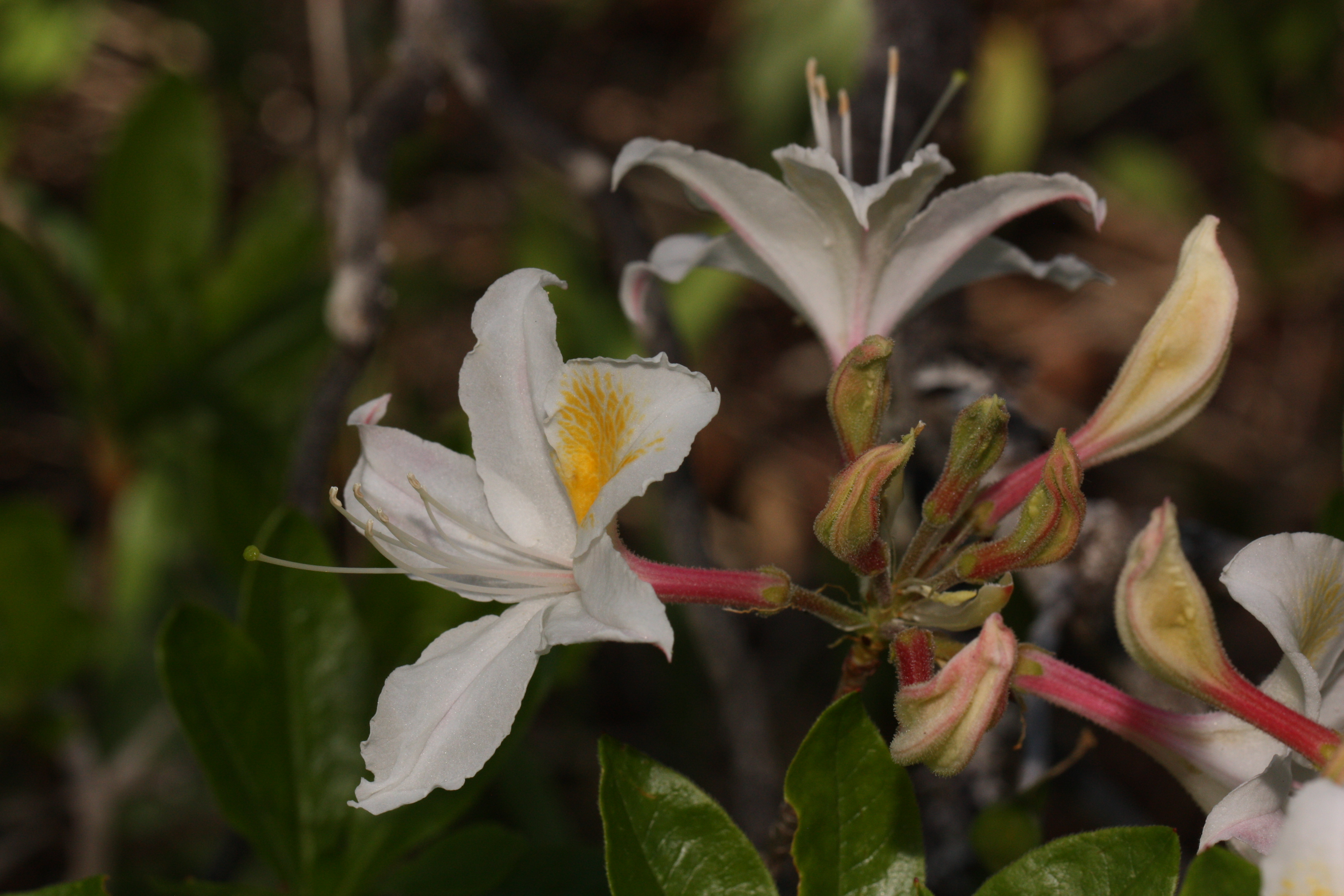